# En mærkelig kærlighed
En mærkelig kærlighed er en dansk spillefilm fra 1968 med instruktion og manuskript af Nils Malmros. Han optog den som en amatørfilm for egne penge med hans venner og bekendte som medvirkende. Filmen er især inspireret af François Truffauts film. Filmen opnåede at få ordinær premiere i en københavnsk omegnsbiograf, uden at den dog imponerede nogen anmelder. Da den siden vistes i Århus, vurderede lokalpressen den på en amatørfilms betingelser og gav den ret pæn omtale.

## Handling
Filmen drejer sig om unge århusianere deres problemer med kærligheden og deres filosofiske diskussioner.

## Medvirkende
- Mogens Johansen
- Susanne Posborg Vestergaard
- Finn Richardt
- Mogens Tuborgh
- Niels Christian Jensen
- Jacob Sonne
- Peter Stokholm
- Torben Vestergaard
- Elisabeth Schmidt-Nielsen